# Freycinetia arfakiana
Freycinetia arfakiana är en enhjärtbladig växtart som beskrevs av Ugolino Martelli. Freycinetia arfakiana ingår i släktet Freycinetia och familjen Pandanaceae. Inga underarter finns listade.